# Instinto (serie de televisión)
Instinto es una serie de televisión española original de Movistar+. Está creada por Teresa Fernández-Valdés, Ramón Campos y Gema R. Neira y producida por Bambú Producciones. Es un thriller erótico con Mario Casas como protagonista con el papel de Marco Mur. La primera temporada se estrenó al completo el 10 de mayo de 2019.

## Sinopsis
Marco (Mario Casas) es un joven empresario que lidera una de las compañías tecnológicas más exitosas del panorama internacional, ALVA, que ahora presenta en el mercado su último prototipo: CICLÓN, un coche eléctrico propulsado por turbinas que convierten el viento en energía.
Junto a él trabajan su amigo y compañero de estudios, Diego (Jon Arias), y también la mujer de éste, Bárbara (Bruna Cusí), la eficiente directora de marketing. Al equipo se incorpora Eva (Silvia Alonso), una joven y ambiciosa ingeniera con mucho que ocultar, que romperá el equilibrio laboral y emocional entre ambos socios.
A pesar de su popularidad, y al contrario que Diego, Marco no es un hombre que destaque por su vida social. Es un solitario al que nadie consigue acceder desde un lugar íntimo, más allá de su psicóloga, Sara (Miryam Gallego), de la que es emocionalmente dependiente.
Los fantasmas de Marco son infinitos y, aunque intenta luchar contra ellos, su verdadero escape son el deporte y un club privado. En el, cada individuo se preocupa solamente de recibir placer y dar rienda suelta a sus sueños más eróticos, sin temor a enamorarse, ya que allí todo el mundo lleva el rostro oculto.
Todo cambia cuando Marco conoce a Carol (Ingrid García-Jonsson), la nueva psicopedagoga de su hermano José (Óscar Casas), un joven de 18 años con autismo, con el que mantiene una relación compleja. Y con Carol empezará un camino en el que descubrirá quién es su peor enemigo: él mismo. A su lado aprenderá que nunca es tarde para amar, aunque eso suponga sufrir.

## Reparto

### 1ª temporada

#### Reparto principal
- Mario Casas – Marco Mur Seco
- Ingrid García-Jonsson – Carolina "Carol" Majó
- Silvia Alonso – Eva Vergara
- Miryam Gallego – Sara Ortuño
- Jon Arias – Diego Bernal
- Bruna Cusí – Bárbara Robles
- Óscar Casas – José Mur Seco

Con la colaboración especial de
- Elvira Mínguez – Dra. Villegas
- y Lola Dueñas como Laura Mur Seco

#### Reparto secundario
- Mariola Fuentes como Sonia (Episodio 3 - Episodio ¿?)
- Belén Fabra como Patricia Cabrera Aguín (Episodio 4 - Episodio ¿?)
- Juan Diego Botto como Pol Garrido (Episodio 4 - Episodio ¿?)
- Alberto San Juan como Daniel (Episodio 5 - Episodio ¿?)

#### Reparto episódico
- Alex Hafner como Brian (Episodio 2)
- Roger Coma como Nacho (Episodio 1 - Episodio 2)
- Álex Gadea como Raúl Pascual (Episodio 2 - Episodio ¿?)
- Sarah Perles como Nassira ( 2 episodios)[4]

## Temporadas y episodios

### Primera temporada (10 de mayo de 2019)
| N.º (serie) | N.º (temp.) | Título       | Director(es) | Fecha de estreno   |
| ----------- | ----------- | ------------ | ------------ | ------------------ |
| 1           | 1           | «Episodio 1» | Carlos Sedes | 10 de mayo de 2019 |
| 2           | 2           | «Episodio 2» | Carlos Sedes | 10 de mayo de 2019 |
| 3           | 3           | «Episodio 3» | Carlos Sedes | 10 de mayo de 2019 |
| 4           | 4           | «Episodio 4» | Carlos Sedes | 10 de mayo de 2019 |
| 5           | 5           | «Episodio 5» | Roger Gual   | 10 de mayo de 2019 |
| 6           | 6           | «Episodio 6» | Roger Gual   | 10 de mayo de 2019 |
| 7           | 7           | «Episodio 7» | Roger Gual   | 10 de mayo de 2019 |
| 8           | 8           | «Episodio 8» | Roger Gual   | 10 de mayo de 2019 |